# Ellen Burka
Ellen Ruth Burka-Danby (Amsterdam, 11 augustus 1921 – Toronto, 12 september 2016) was een Nederlands kunstschaatsster en Canadees kunstschaatscoach.

## Biografie
Danby werd geboren uit Joodse ouders, wijnhandelaar Paul Josef Danby en Rosie Goldstein, die elkaar in Engeland ontmoet hadden. Ze werd niet religieus opgevoed, maar er werden wel Joodse feesten gevierd. In haar jeugd begon ze met kunstschaatsen en won wedstrijden toen de sport in Nederland nog geen officiële nationale titel kende. Samen met haar vriendin Elsbeth Bon-Meijer, die slechts enkele maanden vóór haar overleed, was ze een van de eerste echte kunstrijdames in Nederland. Vanuit de Veronesestraat in Zuid ging ze naar de ijsbaan in Oost, naast het Sportfondsenbad. Gedurende de Tweede Wereldoorlog zat Danby in de concentratiekampen Westerbork en Theresienstadt. In Westerbork liet zij zich registreren als 'Nederlands kampioene kunstrijden', hoewel die titel pas in 1951 werd ingevoerd. Haar ouders en zieke grootmoeder (Clara Dambitsch) werden vrijwel direct afgevoerd naar Sobibór, waar ze omgebracht werden. Ze overleefde omdat kampcommandant Albert Konrad Gemmeker geïnteresseerd was in kunstschaatsen. Ze mocht haar schaatsen en schaatskleding op laten sturen en oefenen op de bevroren vijver. Ook kwam ze regelmatig bij Gemmeker in huis om kookadvies te geven. Op een bepaald moment moesten alle vrouwen van haar afdeling op transport naar Auschwitz en andere vernietigingskampen, maar Danby was de enige die overbleef. De vriendin van Gemmeker zorgde ervoor dat Ellen Danby niet naar Sobibór gestuurd werd, maar naar Theresienstadt. Daar ontmoette ze de Tsjechische kunstenaar Jan Burka. Ze overleefde beide kampen en nam deel aan een speciaal sport- en amusementsprogramma. Hij overleefde ook de kampen.

### Schaatscoach
Na de bevrijding van het kamp liepen Ellen Danby en Jan Burka in twee weken naar Amsterdam. Daar begon ze weer te schaatsen, ditmaal in de Apollohal, waar door de Canadese bevrijders een ijsbaan was aangelegd. Op 31 maart 1946 op de Hokij in Den Haag en later in 1947 won ze het officieuze Nederlands kampioenschap kunstrijden. Ook trad het paar in het huwelijk.
Toen de Koude Oorlog uitbrak, wilde Burka emigreren. Ze vroegen visa aan voor de Verenigde Staten en Canada, en toen het visum van Canada binnenkwam, besloten ze in 1950 naar Toronto te gaan. Ze hadden inmiddels twee dochters. In 1954 verliet Jan Burka zijn gezin echter. Ellen ging vervolgens aan de slag als kunstschaatscoach bij de Granite Club in Toronto en was coach van onder anderen haar oudste dochter Petra (brons Olympische Winterspelen 1964 en goud Wereldkampioenschappen kunstschaatsen 1965), Toller Cranston (zes Canadese titels en brons Olympische Winterspelen 1976), Tracey Wainman en Christopher Bowman. Met Elvis Stojko (wereldkampioen in 1994, 1995 en 1997 en olympisch zilver in 1994 en 1998) was Burka het meest succesvol.
Ze werd onderscheiden in 1978 met de Orde van Canada en in 1996 opgenomen in Canada's Sports Hall of Fame. Haar andere dochter, Astra, maakte over haar periode in Canada de documentaire Skate to Survive.
In januari 2015 kwam Burka als 93-jarige even terug naar Nederland. Met mensen van het programma Andere Tijden Sport bracht ze een bezoek aan Kamp Westerbork en kreeg van de KNSB op de Jaap Edenbaan de onderscheiding Blijk van Erkenning.
Ze overleed uiteindelijk op 95-jarige leeftijd. Tijdens haar leven was Burka succesvol als coach op 26 WK's en 7 Winterspelen.

## Onderscheidingen
- 1978: Orde van Canada
- 1996: Canada's Sports Hall of Fame
- 2015: Blijk van Erkenning van de KNSB

- Biografisch Portaal: 10433033
- Gemeinsame Normdatei: 1056894784
- International Standard Name Identifier: 0000 0000 2681 4038
- Library of Congress Control Number: n81137241
- Virtual International Authority File: 40706383
- WorldCat: E39PBJdWJdjc7YGfBJ4yJ9pgKd